# Lori Idlout
Pour les articles homonymes, voir Idlout.
Lori Idlout (inuktitut: ᓘᕆ ᐃᓪᓚᐅᖅ) (née le 7 mai 1984) est une femme politique canadienne. Elle représente la circonscription nunavoise de Nunavut à titre de députée néo-démocrate à partir de 2021,,.

## Biographie
Née en 1973 ou 1974 à Igloulik sur la péninsule de Melville au Nunavut, Idlout pratique le droit et opère Qusugaq Law, son propre cabinet d'avocate. Elle représente entre autres le groupe de protestataires contre le projet d'expansion de la mine  du la Baffinland Iron Mine (en), ainsi que comme conseillère technique pour la Ikajutit Hunters and Trappers Organization,,.
Se présentant à la course à l'investiture néo-démocrate dans la circonscription de Nunavut contre la youtubeuse d'éducation inuite Aliqa Illauq, elle l'emporte après un pile ou face afin de départager le scrutin exæquo pour les deux candidates,.
Idlout est élue lors des életions fédérales de 2021 en remplacement de la députée sortante néo-démocrate, Mumilaaq Qaqqaq, qui ne se représentait pas.